# Deutsche Monatsschrift
Die Deutsche Monatsschrift war eine deutsche Monatszeitschrift, die zwischen 1790 und 1803 in Berlin erschien. Sie führte den Nebentitel Freymütig und bescheiden.